# Santo Domingo Petapa
Santo Domingo Petapa är en kommun i Mexiko.   Den ligger i delstaten Oaxaca, i den sydöstra delen av landet, 500 km sydost om huvudstaden Mexico City.
Följande samhällen finns i Santo Domingo Petapa:
- Río del Sol
- Barrio Santa Cruz
- El Campanario
- Yerba Santa